# Heptamolybdate d'ammonium
Pour les articles homonymes, voir Molybdate d'ammonium.
L'heptamolybdate d'ammonium, ou paramolybdate d'ammonium, est un composé chimique de formule (NH4)6Mo7O24, qu'on rencontre généralement sous forme du tétrahydrate (NH4)6Mo7O24·4H2O.
On le prépare facilement par dissolution du trioxyde de molybdène MoO3 dans un excès d'une solution aqueuse d'ammoniaque NH4OH puis évaporation de la solution à température ambiante. L'excès d'ammoniac NH3 s'échappe en même temps que la solution s'évapore, laissant des prismes à six faces constitués d'heptamolybdate d'ammonium.
Les solutions d'heptamolybdate d'ammonium, dont le pH pour une solution concentrée s'établit entre 5 et 6, réagissent avec les acides pour former de l'acide molybdique H4MoO4 et un sel d'ammonium NH4+.